# Erycina balliana
Erycina balliana är en musselart som beskrevs av Dall 1916. Erycina balliana ingår i släktet Erycina och familjen Lasaeidae. Inga underarter finns listade i Catalogue of Life.